# Petrişor Toniţă
Petrişor Toniţă (Galați, 28 gennaio 1992) è un giocatore di calcio a 5 romeno.

## Carriera

### Club
Proveniente dal calcio, Toniţă è cresciuto nel settore giovanile dell'Oțelul Galați dove ricopriva il ruolo di seconda punta o di ala sinistra. Nell'estate del 2009 effettua un provino con lo United Galați, venendo immediatamente tesserato. Adattatosi a portiere nel calcio a 5, Toniţă ha mantenuto una discreta propensione offensiva, andando frequentemente a segno sia con la maglia del proprio club, sia con quella della Nazionale romena. Dopo quattro stagioni disputate con la maglia dell'Autobergamo Deva, nell'estate del 2019 si trasferisce al Dunărea Călăraşi. 

### Nazionale
Già capitano della selezione Under-21, debutta giovanissimo anche in quella maggiore. Nel 2014 viene incluso dal commissario tecnico Nelu Stancea nella lista allargata dei convocati al Campionato europeo, venendo tuttavia escluso da quella ristretta. Quattro anni più tardi è il titolare della Romania al campionato europeo 2018.

## Palmarès
- Campionato rumeno: 4
Autobergamo: 2016-17
United Galați: 2021-22, 2022-23, 2023-24
- Coppa di Romania: 2
Autobergamo: 2015-16
United Galați: 2021-22
- Supercoppa rumena: 3
Autobergamo: 2015, 2016
United Galați: 2022